# Луїс Мігель Нор'єга
Луїс Мігель Нор'єга (ісп. Luis Miguel Noriega Orozco; нар. 17 квітня 1985, Тепоцотлан, Мексика) — мексиканський футболіст, півзахисник клубу «Керетаро» і збірної Мексики.

## Клубна кар'єра
Нор'єга — вихованець клубу «Лобос БУАП». У віці 19 років він був включений в заявку команди, яка виступає у другому дивізіоні чемпіонату Мексики. У сезоні 2004/05 року він провів 22 матчі.
Влітку 2005 року, перейшов в «Пуеблу». Швидко завоювавши місце в основі, він став одним з ключових футболістів клубу. У сезоні 2006/07 команда вийшла у вищий дивізіон. 5 серпня 2007 року в матчі проти «Америки», Луїс Мігель дебютував в мексиканській Прімері. 19 серпня в поєдинку проти «Некакси», він забив свій перший гол за клуб.
Влітку 2010 року Нор'єга перейшов в клуб «Монаркас Морелія». Сума трансферу склала 2 200 000 євро. 25 липня в матчі проти «Атласа», Луїс Мігель дебютував у новому клубі. У цьому ж матчі він був вилучений з поля за дві жовті картки. Нор'єга не завжди виходив в основному складі, часто залишаючись у запасі.
У січні 2012 року півзахисник перейшов в «Хагуарес Чьяпас» на правах оренди. 29 січня 2012 року у зустрічі проти свого колишнього клубу, «Пуебла», дебютував у складі «ягуарів». За «Чьяпас» Луїс Мігель провів 19 матчів. На початку 2013 року Нор'єга повернувся в «Пуеблу».
Влітку 2015 року Луїс перейшов в «Керетаро». 9 серпня в матчі проти «Дорадос де Сіналоа» він дебютував за новий клуб. 28 лютого 2016 року в поєдинку проти своєї колишньої команди «Монаркас Морелія» Нор'єга забив свій перший гол за «Керетаро». У тому ж році він допоміг клубу завоювати Кубок Мексики.

## Міжнародна кар'єра
24 червня 2009 року у товариському матчі проти збірної Венесуели Нор'єга дебютував у збірній Мексики. У тому ж році він у складі національної команди взяв участь у Золотому Кубку КОНКАКАФ. На турнірі Луїс Мігель зіграв у поєдинку проти Панами, а також забив один гол у ворота збірної Нікарагуа. Збірна Мексики виграла турнір. Також Нор'єга брав участь в матчах кваліфікаційного раунду чемпіонату світу 2010 року, але в кінцеву заявку на турнір не потрапив.

### Голи за збірну Мексики
| #   | Дата         | Місце                        | Суперник  | Рахунок | Результат | Змагання                    |
| --- | ------------ | ---------------------------- | --------- | ------- | --------- | --------------------------- |
| 01. | 5 липня 2009 | Каунті Колізеум, Окленд, США | Нікарагуа | 1:0     | 2:0       | Золотий кубок КОНКАКАФ 2009 |

## Досягнення
Командні
 «Пуебла»
- Чемпіон Мексики: Апертура 2006
- Володар Кубка Мексики: Клаусура 2015

 «Монаркас Морелія»
- Переможець Північноамериканської суперліги: 2010

 «Керетаро»
- Володар Кубка Мексики: Апертура 2016

Міжнародні
 Мексика
- Володар Золотого кубка КОНКАКАФ: 2009